# Valdosta, Georgia
Valdosta är en stad (city) i Lowndes County, i delstaten Georgia, USA. Enligt United States Census Bureau har staden en folkmängd på 56 019 invånare (2011) och en landarea på 92,8 km². Valdosta är huvudort i Lowndes County.